# نورماغوميد شانافازوف
نورماغوميد شانافازوف (الروسية: Шанавазов, Нурмагомед Магомедсаидович) (مواليد 19 فبراير 1965) هو ملاكم روسي، مثّل بلاده في الألعاب الأولمبية الصيفية 1988.

## روابط خارجية
نورماغوميد شانافازوف على موقع بوكس ريك (الإنجليزية) (registration required)
- نورماغوميد شانافازوف على موقع أوليمبيديا (الإنجليزية)